# ホレイショ・シーモア
ホレイショ・シーモア（英語: Horatio Seymour、1810年5月31日-1886年2月12日）は、アメリカ合衆国の政治家である。1853年から1854年と1863年から1864年にニューヨーク州知事を務めた。1868年アメリカ合衆国大統領選挙のときに民主党から大統領候補に指名されたが、共和党候補のユリシーズ・グラントに敗れた。

## 生い立ちと初期の経歴
ニューヨーク州オノンダガ郡
ポンペイ・ヒルで生まれる。父親のヘンリー・シーモアは商人、政治家であった。母親のメアリー・レッドヤード・フォアマン (1785 - 1859) は、ジョナサン・フォアマン将軍とメアリー・レッドヤード夫妻の娘であった。10歳の時にシーモアは家族と共にユーティカに転居し、そこで多くの地元の学校に通った。その中にはジェニーバ・カレッジ（後のホバート大学）も含まれる。1824年の秋にノーウィッチ大学に入学、1827年にユーティカに戻る。シーモアはグリーン・ブロンソンとサミュエル・ビアズリーの事務所で法律を学び、1832年には法廷弁護士として認められたが、弁護士業よりも主として政治や家業に没頭した。彼は1835年にメアリー・ブリーカーと結婚した。

## 政治経歴
1833年、民主党から選出されたウィリアム・マーシー知事がシーモアを軍事補佐官に任命する。シーモアは同職を6年間務め、州の政界で様々なことを学び、二人の友人との固い友情を築いた。1839年にユーティカに戻り、2年前に自殺した父親の後を継いで家族の財産を管理した。1841年にニューヨーク州議会議員に選出され、1842年から1843年はユーティカ市長を務めた。1842年に再選され、1844年から1846年にはニューヨーク州議会議員となり、1845年には議長を務めた。
1840年代後半、ニューヨーク州民主党はハンカーズとバーンバーナーズの2派に分裂し、シーモアは合衆国上院議員ダニエル・S・ディキンソンと元州知事ウィリアム・マーシーが率いるより保守的なハンカー派と特定される者達の中に入った。この分裂のために1848年の選挙では悲惨な結果となった後で、ルイス・カスを支持するハンター派と元大統領マーティン・ヴァン・ビューレンを支持するバーンバーナーズ派との間の分裂で、シーモアはハンカーズ派内のマーシー派、いわゆる「穏健ハンカーズ」と目され、バーンバーナーズ派と統合して州内の民主党支配を取り戻そうと望んだ。

### 州知事職
1850年、再統合された民主党から知事選候補として立ったが、ホイッグ党候補者ワシントン・ハントに僅差で敗れた。1852年アメリカ合衆国大統領選挙でシーモアと穏健ハンカーズはその指導者であるマーシーを大統領候補に担ごうとしたが、マーシーが選に漏れたとき、熱狂的にフランクリン・ピアース候補を支持した。その年は穏健ハンカーズにとって良い年となり、シーモアは再び統一された民主党から知事選に出馬して、今度は僅差でハントを破った一方、ピアースは大統領選で圧倒的な勝利を獲得し、マーシーを国務長官に指名した。
シーモアは1853年から1854年にニューヨーク州知事を務めた。その任期中にニューヨーク州民主党は再び派閥争いに陥り、ピアース大統領が利益誘導権限を使ったことで強硬派と疎遠になり、強硬派は1854年の知事選ではシーモアに対抗する候補者を立てた。さらに、不人気なカンザス・ネブラスカ法をピアースが成立させ。それに国務長官としてのマーシーとその同調者であるシーモアが関わっていたので、選挙に勝つことは難しくなった。シーモアが強い反対者であった禁酒問題を通じて、党内の分裂と不人気なカンザス・ネブラスカ法の双方から気を逸らさせようと期待した。シーモアは議会が成立させた禁酒法案に拒否権を使い、反禁酒法の立場を採るホイッグ党からの支持を惹きつけて再選されようと望んだ。さらに民主党の対抗馬である正規のホイッグ党候補者マイロン・C・クラークとノウ・ナッシング党のダニエル・アルマンとの間の分裂は、民主党の統一を向いている強硬派候補者ブロンソン・グリーンよりもより危険に見えた。しかし最終的に、反民主党の流れが強く、4つ巴の戦いの中で投票総数の3分の1の票しか得られなかったクラークが309票差でシーモアを破った。
シーモアはその知事職を務めた後の数年間、私人としての生活に戻ったが、ニューヨーク州民主党の最も著名な指導者の一人としての立場は続けた。1856年には民主党全国大会の代議員となり、1856年も1860年も大統領選挙でスティーブン・ダグラス候補を支持した。南北戦争が始まったとき、党内では慎重な中道の立場を採り、戦争遂行を支持したが、共和党のエイブラハム・リンカーン大統領による戦争遂行は批判した。シーモアはリンカーンの戦時権力集中と市民の自由の制限、さらには奴隷解放政策を特に批判した。
1862年、共和党の戦争遂行努力が手詰まりに落ち込んでいる中で、シーモアは再び選挙に打って出て、共和党候補者ジェイムズ・ワズワースを破って州知事に当選した。1863年から1864年、北軍では最大の州の知事として、大統領に対抗する最も著名な民主党員となった。リンカーンが1863年に制度化した徴兵制に反対した。しかし、徴兵制が最終的に制度化されると、1863年7月の悪名高いニューヨーク徴兵暴動に繋がった。暴動の間のシーモアの政策は暴動参加者達を宥めようとしていると見られ、共和党からは対抗する手段に使われた。共和党はシーモアを反逆罪と南軍支持者として告発した。このことで再選を求めた1864年の知事選では共闘のリューベン・フェントンに僅差で敗れた。
それでもシーモアは民主党内で力を持ち重要な年配の人物であり続けた。1864年の民主党全国大会では恒久的な議長を務めた。南北戦争が終わると、他の北部民主党員と同様に、アンドリュー・ジョンソン大統領のレコンストラクション政策に同調し、解放奴隷に市民権や参政権を保証することを強調する急進派レコンストラクションに強く反対した。
1868年、シーモアは再び民主党全国大会の議長を務めた。何人かの候補者がいて集会は21回の投票を行っても行き詰まっていたが、22回目の投票で妥協の候補者としてシーモアが満場一致で選ばれた。その後の選挙運動で、シーモアと民主党は保守的な政策、小さな政府を訴え、議会における共和党のレコンストラクション政策に反対を唱えた。ユリシーズ・グラントを候補に指名した共和党は初めて「血糊の着いたシャツを振る」選挙運動を行い、シーモアと民主党を反逆罪で告発した。シーモアは一般選挙でグラントに肉薄したが、選挙人選挙では214票対80票という大差で敗れた。
アービング・ストーンは敗北した大統領候補に関する著書『彼等も出馬した』の中でホレイショ・シーモアが如何にアメリカの偉大な政治家の一人だったかを語った。ストーンはシーモアが「最も遠くを見ることができ創造的なアメリカ大統領」になったであろうとした。また、シーモアの温和な性格で「戦争の傷をまとめ、その苦しさをふき取るためにこの国で最も論理的な人物」になっていただろうと考えた。
大統領選挙後、シーモアは政治への関与を続けたが、活動的な政治家としてよりも年長の政治家としてであった。ニューヨーク州民主党員新世代、特にサミュエル・ティルデンの庇護者だった。州民主党の集会は1876年の選挙で再度シーモアを州知事候補者に推したが、シーモアが辞退した。
シーモアは1886年に死去し、妻のメアリー・ブリーカー・シーモアと共にユーティカ市のフォレストヒル墓地に埋葬された。

## 参照
1. ↑  David Kipp Conover, "Mary Ledyard Forman"
2. ↑  Stewart Mitchell, Horatio Seymour of New York (Cambridge, MA: Harvard University Press, 1938), p. 33.
3. ↑  “Horatio Seymour”.   HarpWeek. 2011年7月28日閲覧。
4. ↑  Mitchell, op cit, pgs. 33-86.